# Cratere Creusa
Creusa è un cratere sulla superficie di Dione.